# محمدرضا تندروان

محمدرضا تندروان (زادهٔ ۳ بهمن ۱۳۵۶ در تهران) بازیکن سابق والیبال تیم‌های ملی و باشگاهی ایران است. وی از سال ۲۰۱۳ فعالیت مربیگری را با حضور در اردو تیم ملی والیبال بزرگسالان ایران آغاز کرد و تجربه همراهی تیم ملی را در مسابقات لیگ جهانی، قهرمانی جهان ۲۰۱۴، جام جهانی ۲۰۱۵ و انتخابی المپیک ۲۰۱۶ را دارا می‌باشد. مربی تیم ملی امید ایران که قهرمان آسیا و پنجم جهان. مربی تیم بانک سرمایه و به همراه این تیم سالهای ۹۴ و ۹۵ قهرمان ایران و آسیا شدند. سال ۲۰۱۷ و ۲۰۱۸ سرمربی تیم العربی قطر و کسب عنوان سوم برای دو سال منوالی در لیگ ستارگان قطر. سال ۱۳۹۹ سرمربی تیم فولاد سیرجان و قهرمان لیگ با این تیم. سال ۱۴۰۱ سرمربی شهداب یزد و کسب عنوان قهرمانی همچنین سرمربی شهداب سال ۱۴۰۲ و کسب عنوان نائب قهرمانی. مربی تیم ملی در المپیک ۲۰۲۰ توکیو

## فعالیت
وی بعد از سرمربیگری مربی مطرح روسی ولادمیر الکنو وی به عنوان کمک مربی تیم ملی بزرگسالان در مسابقات لیگ ملت های والیبال در ایتالیا و المپیک توکیو بر روی نیمکت تیم ملی والیبال بزرگسالان تیم را همراهی کرد. در عرصه باشگاهی هم از سال ۱۳۹۳ بعنوان کمک مربی تیم شهرداری زاهدان و سپس در تیم بانک سرمایه فعالیت داشته‌است و دو بار با تیم بانک سرمایه بعنوان قهرمانی لیگ برتر و جام باشگاه‌های آسیا دست یافته‌است. در سال ۲۰۱۷ بعنوان دستیار خوان سیچلو در تیم زیر ۲۳ سال انتخاب شد و با این تیم به مقام قهرمانی زیر ۲۳ سال آسیا رسیدند. وی در سال ۲۰۱۸ و ۲۰۱۹ سرمربی باشگاه العربی قطر بود. وی درنیم فصل دوم لیگ ۹۸ و فصل ۹۹ سرمربی فولاد سیرجان ایرانیان بود وعنوان قهرمانی لیگ برتر را کسب کرد و در سال ۱۴۰۰ با تیم شهرداری ارومیه مقام پنجم را کسب کرد و سپس بعنوان سرمربی تیم شهداب یزد انتخاب گردید و با این تیم توانست برای بار دوم به مقام قهرمانی لیگ برتر ایران دست یابد .و در لیگ برتر ۱۴۰۲ به عنوان نایب قهرمانی دست یابد.